# Гольцово (Виноградовский район)
Гольцово — деревня в Виноградовском районе Архангельской области. Входит в состав сельского поселения МО «Усть-Ваеньгское».

## География
Гольцово находится на левом берегу реки Ваеньга, недалеко от впадения её в Северную Двину. Севернее Гольцово находятся посёлки Усть-Ваеньга и Сплавной, южнее —  деревни Высокуша и Паница. 

## Население
| 2002 | 2010 | 2012 |
| ---- | ---- | ---- |
| 8    | ↘0   | →0   |

По данным Всероссийской переписи населения 2010 года, в деревне не было постоянного населения. В 2009 году в деревне проживал 1 пенсионер.

## Топографические карты
- [mapp38.narod.ru/map1/index37.html P-38-39,40. (Лист Березник)]
- Гольцово на Wikimapia
- Гольцово. Публичная кадастровая карта